# Mennica w Grodzisku Wielkopolskim
Mennica w Grodzisku Wielkopolskim – mennica Księstwa Głogowskiego, w której na początku XIV w. bito kwartniki (MONETA PO DE GRODIS).